# José Sanjurjo

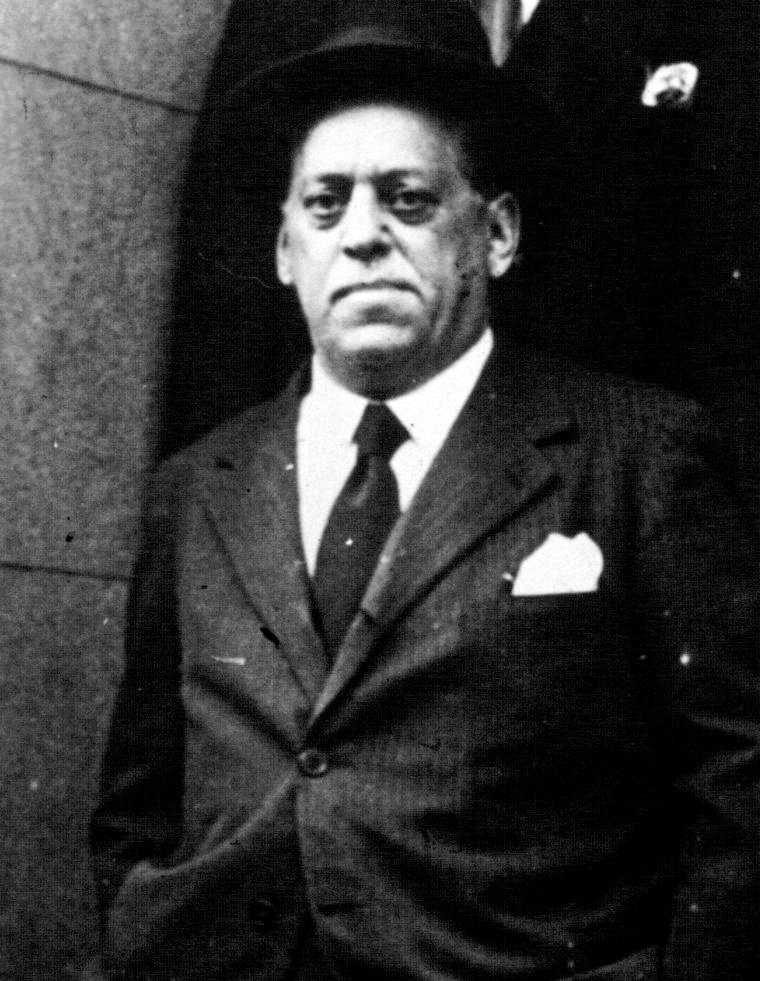
José Sanjurjo (1932)

José Sanjurjo y Sacanell (* 28. März 1872 in Lumbier, Navarra, Spanien; † 20. Juli 1936 in Estoril, Portugal) war ein spanischer Militär und neben Francisco Franco und Emilio Mola einer der Offiziere, deren Militärputsch am 17. Juli 1936 zum Spanischen Bürgerkrieg führte. Einer der beiden Flugplätze Saragossas trug während des Krieges und in den folgenden Jahren seinen Namen.

## Leben

### Frühe Jahre
Sanjurjo war Waise und Sohn eines karlistischen Oberst. Wie sein Vater wählte er eine Militärkarriere und war in Kuba (1894–98), dem Spanisch-Amerikanischen Krieg und im Rifkrieg eingesetzt. Aufgrund seiner Einsätze im Krieg stieg er 1921 in den Generalstab auf, im selben Jahr wurde er auch zum Militärgouverneur von Saragossa ernannt. Von dort aus unterstützte er den Staatsstreich Miguel Primo de Riveras 1923, mit dessen Diktatur er eng zusammenarbeitete.
Als Generalkommandant von Melilla bereitete er die Landung in Alhucemas (1925) vor, die den Aufstand des Abd el-Krim beendete. Er stellte das spanische Protektorat in Marokko auf ein stabiles Fundament und bescherte damit der Diktatur einen ihrer größten Erfolge.
Seine Arbeit an der Front des Heeres in Marokko verhalf ihm zu schnellem Aufstieg, Auszeichnungen, einem Adelstitel (Marqués del Rif, 1927) und einem unbestrittenen Ruf bei den jungen Offizieren der Kolonialarmee (africanistas).

### In der Republik
Nach der Ausrufung der Zweiten Republik am 14. April 1931 nahm er den Posten als Direktor der Guardia Civil an. Aufgrund seiner exzessiven Repressalien gegenüber der Arbeiterbewegung wie zum Beispiel der von Arnedo (Logroño) 1932 wurde er wieder aus dem Amt entfernt.
Er wurde Leiter der Carabineros, der Zoll- und Küstenwache Spaniens, was die politische Rechte als Diskriminierung von Seiten der Regierung Azañas instrumentalisierte. Sanjurjo sympathisierte weder mit der linksorientierten Regierung noch mit der Demokratie überhaupt, was der versuchte Staatsstreich in Sevilla 1932 unter seiner Führung klar zeigte, der jedoch scheiterte. Dieser Versuch verstärkte den Reformwillen der republikanischen Kräfte, die wenig später das Agrarreformgesetz (Ley de Reforma Agraria) und das katalanische Autonomiestatut (Estatuto de Autonomía de Cataluña) verabschiedeten.

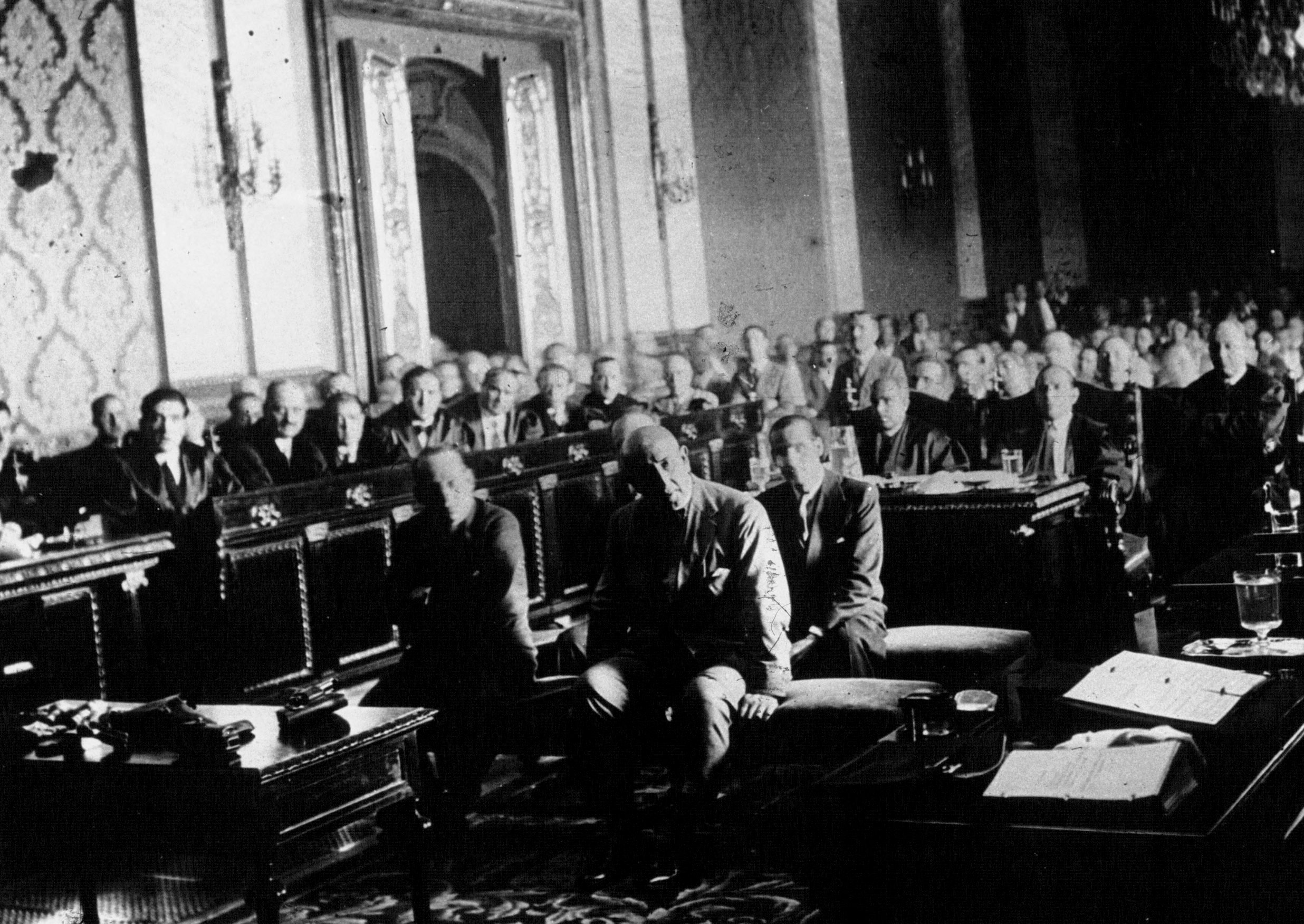
Sanjurjo vor Gericht

Sanjurjo wurde aufgrund des versuchten Staatsstreiches verhaftet. In einem anschließenden Gerichtsverfahren wurde die Todesstrafe verhängt, welche kurze Zeit später ausgesetzt und in eine lebenslange Haftstrafe umgewandelt wurde, die er aber nicht mehr zu verbüßen hatte. Kaum hatte Sanjurjo nämlich die Haft angetreten, entließ ihn aus ihr die aus den Parlamentswahlen von 1933 als Sieger hervorgegangene rechtsgerichteten Regierung unter Ministerpräsident Alejandro Lerroux.

### Exil und Tod
Er ging 1934 ins Exil nach Portugal, wo er mit seiner Familie in Estoril lebte und von wo aus er in aller Freiheit gegen die spanische Republik konspirierte. Sanjurjo erfreute sich in Portugal einiger Beliebtheit und wurde häufig in der Tagespresse erwähnt. In den Status eines Symbols der reaktionären Militärs erhoben, die von dem Wahlsieg der Linken 1936 enttäuscht waren, wurde er von Emilio Mola, Francisco Franco und den übrigen Verschwörern, die den Aufstand für Juli vorbereiteten, als Führer anerkannt.
Sanjurjo starb am 20. Juli 1936 bei einem Flugzeugabsturz, als er sich gemeinsam mit General Juan Antonio Ansaldo auf dem Weg nach Burgos befand, um die Leitung des Staates zu übernehmen, die ihm die Aufständischen angeboten hatten. Der Pilot des Flugzeugs, der leicht verletzt überlebte, führte den Absturz auf das Gewicht zweier schwerer Koffer Sanjurjos zurück, wahrscheinlicher ist jedoch, dass ein Zusatztank von 60 Liter Treibstoff sowie die große Sommerhitze, die die Maximalleistung der Motoren limitierte, ursächlich war. Das Flugzeug soll die Baumspitzen gestreift haben, worauf die Maschine Feuer fing und Sanjurjo in ihr verbrannte. Ansaldo überlebte das Unglück verletzt.

### Ehrungen
|  | Großkreuz des Ordens del Mérito Militar (1920)                         |
|  | Großkreuz Real y Militar Orden de San Hermenegildo (1926)              |
|  | Großkreuz des Ordens del Mérito Naval (1926)                           |
|  | Großkreuz des Königlichen und Militärischen San Fernando-Ordens (1927) |